# Dalekie (obwód witebski)
Dalekie (biał. Далёкія, Dalokija; ros. Далёкие, Dalokije) – agromiasteczko na Białorusi, w obwodzie witebskim, w rejonie brasławskim, w siedziba administracyjna sielsowietu.

## Historia
W czasach zaborów w granicach Imperium Rosyjskiego.
W 1865 wieś zamieszkiwały tu 53 osoby. Należała do gminy Bohiń i podlegała pod parafię Ikaźń. 
W dwudziestoleciu międzywojennym wieś leżała w Polsce, w województwie nowogródzkim (od 1926 w województwie wileńskim), w powiecie dziśnieńskim (od 1926 w powiecie brasławskim), w gminie Bohiń.
Według Powszechnego Spisu Ludności z 1921 roku wieś zamieszkiwało 186 osób, 175 było wyznania rzymskokatolickiego, a 11 prawosławnego. Jednocześnie 164 mieszkańców zadeklarowało polską przynależność narodową, a 22 białoruska. Było tu 38 budynków mieszkalnych. W 1931 w 44 domach zamieszkiwały 224 osoby.
Miejscowość należała do miejscowej parafii rzymskokatolickiej i prawosławnej w Bohiniu. Podlegała pod Sąd Grodzki w Opsie i Okręgowy w Wilnie; właściwy urząd pocztowy mieścił się w Bohiniu.